# Жигер (Таскалинський район)
Жиге́р (каз. Жігер) — село у складі Таскалинського району Західноказахстанської області Казахстану. Входить до складу Таскалинського сільського округу.
У радянські часи село називалось Красненьке.
Населення — 36 осіб (2021; 52 у 2009, 169 у 1999, 213 у 1989).